# Estación de Bressoux
La estación de Bressoux es una estación de tren belga situada en Lieja, en la provincia de Lieja, región Valona.
Pertenece a la línea  de S-Trein Lieja.

## Situación ferroviaria
La estación se encuentra en la línea 40 (Lieja-Visé).

## Intermodalidad
Actualmente, no hay conexiones con otros medios de transporte.